# 费利克斯·德罗伊
费利克斯·德罗伊（法語：Félix de Roy，1883年7月25日—1942年5月15日）是一位出生于安特卫普的比利时天文学家。他一生曾观察过5000多颗变星。他是英国天文协会委员，1922年至1939年主要负责变星组工作，偶尔也会为英国天文协会观测流星。
1926年至1940年间，他曾任安特卫普自由党法语版《晨报》（LaMañana）的主编，1974年停刊。此前，他也做过任《大都会》（La Métropole）、《国家行动》（l'Action Nationale）和《海王星》（Neptune）报记者。
由于他热衷天文学，曾被任命为安特卫普天文学会主席，并经常与位于于克勒的比利时皇家天文台保持联系。他曾在莫策尔欧德伽德（Oude-God）的自家花园里架设了一架望远镜。
1936年他被乌得勒支大学授予物理和数学荣誉博士的称号。他对天文学最大的贡献包括对变星做过约9万次的观测。
1941年-1942年冬末，他感染了一种肺炎，由于当时缺乏抗生素，1942年5月15日不幸病逝。

## 备注
1. ↑   （页面存档备份，存于） arxiv.org
2. ↑  . www.meteoritehistory.info.   [2017-02-01].